# シグマ紙業
シグマ紙業株式会社（シグマしぎょう、英: SIGMA P.I CO.,LTD.）は、大阪府大阪市に本社を置く印刷物・包装資材のメーカー。
社章になっているシグマピーのシグマは力を結集する総和を意味し、旧社名時から社章として使われていたものが由来となっている。Pは社名のペーパーに加えてパワー、パイオニア、パラマウント、パッケージなどを意味する。英語名はP.Iは"paper industry"の略
製本業およびその機械化に始まった社の歴史から集積包装・製本機械、情報システム等の設計開発を得意とし、製薬、医療機器、化粧品、食品、事務用品、銀行、保険、アパレル、電力、通信、運輸、出版等のサービス業に顧客基盤を持つ。
従来より本社近隣に製薬会社が集中しており、製薬色の強い包装メーカーであったが、近年、製薬由来の包装メーカー2社（現静岡工場、旧千葉工場）との合流により、特に製薬会社向けの医薬品添付文書、緩衝紙器分野で高いシェアを有している。

## 主力製品
医療分野
バイアル緩衝紙器、チューブトレー、アンプルトレー、ロンドレーション一体型紙器、タブレットカード包装、差し込み封緘ケース、切り取りタグ付きケース、大型添付文書、磁気添付文書システム、指導箋、お知らせカード、極低温輸送対応ケース・説明書類
食品分野
糖衣チョコレート用紙管、スティック包装チョコレートケース、ガム用ケース、輸送用外箱、外箱包装機
その他分野
海外シリアルバーコード対応印字ケース、ドリンク瓶包装ライン、タバコカートン包装、乾電池ケース、事務ファイル製造機

## 沿革
- 1910年
  - 嶋田勝進堂として大阪市心斎橋にて創業 大福帳の製本、大手百貨店包装紙の製造を行う。
  - 製本機械研究所設立
- 1926年 - 製本用圧搾機 第五回発明奨励展覧会 受賞
- 1941年 - 週刊誌製本開始
- 1944年
  - 海軍監督工場指定
  - 教科書・帳票製造の為、吉田印刷所と合併
- 1948年 - 近畿印刷株式会社に組織変更
- 1950年 - 自動中綴じ製本機開発と週刊誌製本を自動化
- 1952年 - 紙器生産開始
- 1954年
  - 東京営業所、東京工場開設
  - 新聞輪転印刷参入
- 1960年
  - パウダー紙管容器生産開始
  - 帳票バックカーボン印刷発明（同時期に数社発明、特許化を阻止）
- 1962年 - チョコレート紙管容器生産開始
- 1968年
  - タバコパッケージシステム海外展開
  - 医薬品添付文書製造専用印刷機導入
- 1972年
  - 医薬品包装システム機械参入
  - 日本発のキット製材自動包装機開発
- 1988年
  - 海外取引の増加により社名をシグマ紙業株式会社と改める。
  - 大阪本社工場 新社屋竣工
- 1990年
  - シグマビル竣工
  - 東京工場閉鎖
- 1996年
  - 千葉工場（中外総合印刷株式会社との合流）開設
  - 医薬品添付文書一貫製造システムの確立（添付文書製造拠点の2重化達成）
  - DM用可変印字システムの開発
- 1999年 - 製本受託事業から撤退
- 2009年 - WORLDSTAR賞受賞
- 2011年 - 九州営業所 開設
- 2012年
  - 静岡事業所 開設（東京医薬紙器株式会社との合流）
  - 紙器製造拠点の完全2重化達成
- 2015年 - 千葉工場拡張棟竣工
- 2016年 - 関東営業所 開設
- 2017年 - 四国営業所 開設
- 2019年
  - ワクチン、バイオ製剤包装大手のスイス Dividella社と提携 Dividella機事業開始　
  - 明治THE Chocolate 6COLLECTIONSアソートパッケージがDOW"The Packaging Innovation Awards Gold"受賞
- 2022年　組織改変によりシグマ紙業株式会社減資（公告の通り）

## 拠点
営業拠点
東京オフィス、大阪オフィス、静岡営業所、九州営業所、四国営業所
製造拠点
大阪工場、静岡工場、千葉工場、歌島工場 他